# Caroline Cherotich
Caroline Cherotich (ur. w 1989) – kenijska lekkoatletka, specjalizująca się w skoku o tyczce.

## Osiągnięcia
- 5. lokata na mistrzostwach Afryki (2010)
- złota medalistka mistrzostw Kenii, wielokrotna rekordzistka kraju[1]

## Rekordy życiowe
- skok o tyczce – 3,15 (2012) rekord Kenii